# 末吉橋 (東横堀川)
末吉橋（すえよしばし）は、大阪市中央区の東横堀川に架かる長堀通（国道308号）の橋。

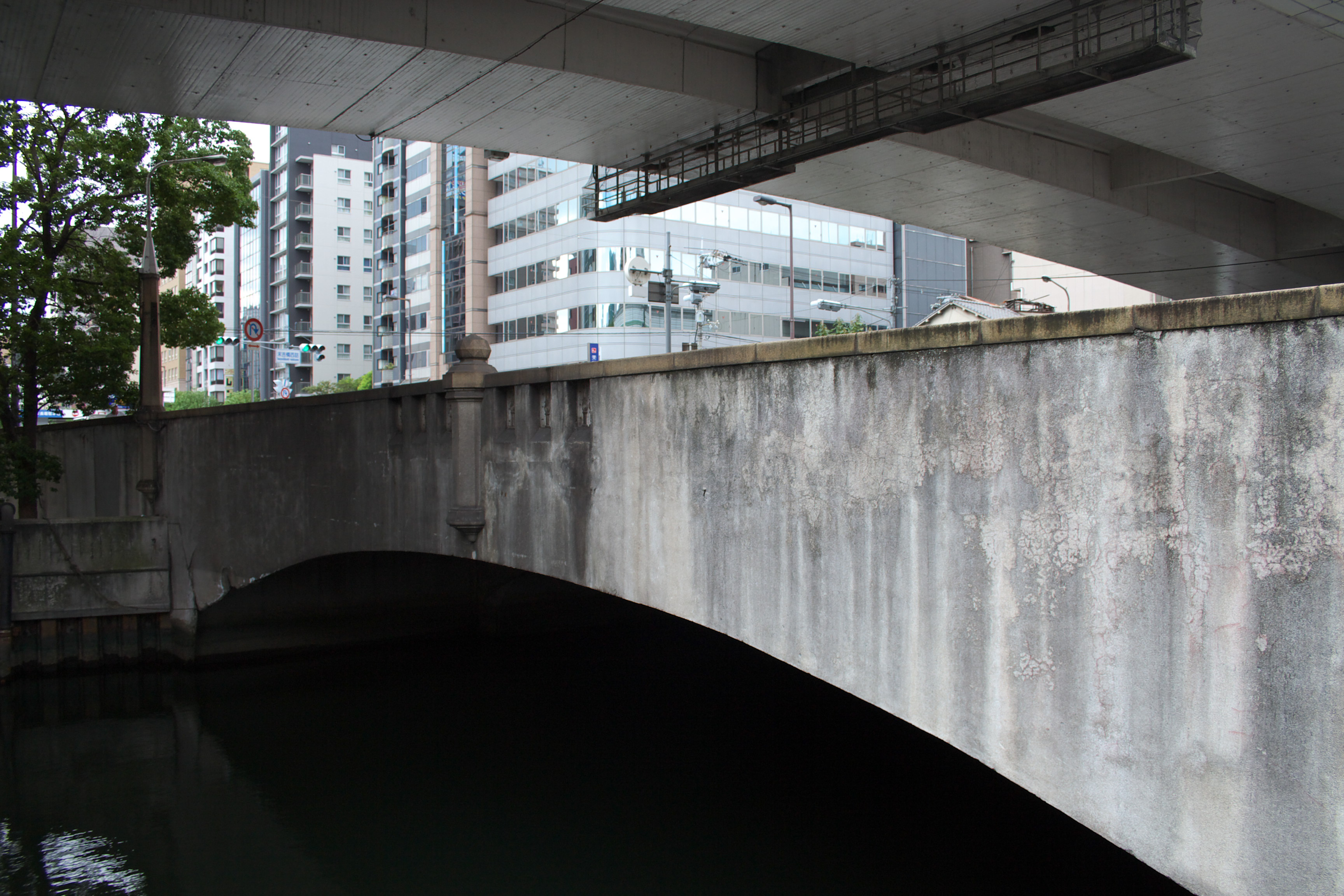
末吉橋

## 概要
江戸時代初期に活躍した、平野の豪商末吉孫左衛門が架けたと伝えられている。橋の西詰には孫左衛門の別邸があり「孫左衛門橋」とも呼ばれていた。
その後何度か架け替えられたものの明治末期に至るまで木橋だった。
1910年に大阪市電玉造線の敷設に伴って鋼プレートガーダー橋に架け替えられ、1927年11月に第一次都市計画事業によって橋長41.5mの鉄筋コンクリートアーチ橋である現在の橋に架け替えられた。当初は幅員27.3mであったが、長堀川の全区間が埋め立てられた1971年に末吉橋通の拡幅（長堀通の敷設）に伴って幅員33.5mに拡幅された。
当橋の南西すぐ、現在の末吉橋西詰交差点の位置には長堀川に架かる東横堀筋の橋である安綿橋（橋長33.3m、幅員10.9m）があった。1927年10月に架け替えられた安綿橋は当橋と同じデザインの橋だったが、長堀川の上流区間が埋め立てられた1964年に撤去された。翌1965年には東横堀川の頭上に阪神高速1号環状線（南行き）が通るようになった。
当橋の東、長堀通と松屋町筋の交点である松屋町交差点は、かつては「末吉橋交差点」と称しており、大阪市営バス（現・大阪シティバス）やかつての大阪市電および大阪市営トロリーバスの停留所名も「末吉橋」であった（市電は1961年廃止、トロリーバスは1969年廃止）。しかしながら、末吉橋交差点の地下に地下鉄長堀鶴見緑地線松屋町駅が開業した1996年に交差点名とバス停留所名は「松屋町」に変更にされた。
上述の通り、埋立以前の長堀川北岸の通りは当橋の名を取って「末吉橋通」と呼ばれており、末吉橋通沿いの町名も1872年から1982年まで末吉橋通1 - 4丁目だった（1982年以降は南船場1 - 4丁目）。末吉橋通を通っていた大阪市電東西線は、上流から末吉橋、板屋橋、長堀橋、三休橋、心斎橋、佐野屋橋、四ツ橋、宇和島橋、問屋橋、白髪橋、鰹座橋、玉造橋と「橋」のつく停留所が12も連なっていた時期がある。

## 周辺
- 住友銅吹所跡
- 大阪末吉橋郵便局
- 松屋町駅